# Eyehategod (álbum)
Eyehategod é o quinto álbum  da grupo, lançado em 2014. O álbum foi dedicado ao baterista Joe LaCaze, que faleceu em 28 de agosto de 2013 devido a insuficiência respiratória. O baterista Aaron Hill entrou no lugar do músico.
A banda fez um videoclipe para a canção "Medicine Noose".

## Faixas
Lista de faixas:
| N.º            | Título                            | Compositor(es) | Duração |  |
| 1.             | "Agitation! Propaganda!"          | Eyehategod     | 2:23    |  |
| 2.             | "Trying to Crack the Hard Dollar" | Eyehategod     | 3:02    |  |
| 3.             | "Parish Motel Sickness"           | Eyehategod     | 3:41    |  |
| 4.             | "Quitter's Offensive"             | Eyehategod     | 3:45    |  |
| 5.             | "Nobody Told Me"                  | Eyehategod     | 3:39    |  |
| 6.             | "Worthless Rescue"                | Eyehategod     | 3:57    |  |
| 7.             | "Framed to the Wall"              | Eyehategod     | 3:27    |  |
| 8.             | "Robitussin and Rejection"        | Eyehategod     | 3:38    |  |
| 9.             | "Flags and Cities Bound"          | Eyehategod     | 7:10    |  |
| 10.            | "Medicine Noose"                  | Eyehategod     | 3:22    |  |
| 11.            | "The Age of Bootcamp"             | Eyehategod     | 5:10    |  |
| Duração total: | Duração total:                    | Duração total: | 43:14   |  |